# Celui qui reste (téléfilm)
Pour les articles homonymes, voir Celui qui reste (homonymie).
Celui qui reste (The Last Man Standing) est un téléfilm américain réalisé par Ernest R. Dickerson, et diffusé le 6 juin 2011 sur Lifetime.

## Fiche technique
- Titre original : Last Man Standing
- Réalisation : Ernest R. Dickerson
- Scénario : Jolene Rice et Adam Beason
- Photographie : Steven Bernstein (en)
- Musique : Laura Karpman
- Durée : 81 minutes
- Pays :  États-Unis

## Distribution
- Anthony Michael Hall : Nick Collins[2]
- Catherine Bell (VF : Clara Borras) : Abby Collins[2]
- Dale Dickey : Doris
- Mekhi Phifer (VF : Didier Cherbuy) : Jeremy Davis[2]
- Bill Lumbert : Porter
- Eric Adam Swenson : Marine
- Chris Andrew Ciulla : Lincoln
- Ella Anderson : Haley